# والفيس باي
ولفس بي وهي مدينة تقع غرب ناميبيا أتى إسمها من اسم الخليج الذي يطل عليها، يسكن هذه المدينة حوالي 85 ألف نسمة وتبلغ مساحتها 29 كلم مربع كانت هذه المدينة واقعة تحت حكم جنوب أفريقيا إلى أن تنازلت عنها في سنة 1994 على رغم من استقلال ناميبيا من جنوب أفريقيا سنة 1990، تعتبر هذه المدينة ميناء مهم لناميبيا ويعود زمن تأسيسها إلى وصول الرحالة البرتغالي ديوغو كاو إليها في القرن الخامس عشر.

## المناخ
يظهر الجدول التالي التغييرات المناخية على مدار السنة لولفس بي:
| البيانات المناخية لـولفس بي                | البيانات المناخية لـولفس بي | البيانات المناخية لـولفس بي | البيانات المناخية لـولفس بي | البيانات المناخية لـولفس بي | البيانات المناخية لـولفس بي | البيانات المناخية لـولفس بي | البيانات المناخية لـولفس بي | البيانات المناخية لـولفس بي | البيانات المناخية لـولفس بي | البيانات المناخية لـولفس بي | البيانات المناخية لـولفس بي | البيانات المناخية لـولفس بي | البيانات المناخية لـولفس بي |
| الشهر                                      | يناير                       | فبراير                      | مارس                        | أبريل                       | مايو                        | يونيو                       | يوليو                       | أغسطس                       | سبتمبر                      | أكتوبر                      | نوفمبر                      | ديسمبر                      | المعدل السنوي               |
| ------------------------------------------ | --------------------------- | --------------------------- | --------------------------- | --------------------------- | --------------------------- | --------------------------- | --------------------------- | --------------------------- | --------------------------- | --------------------------- | --------------------------- | --------------------------- | --------------------------- |
| الدرجة القصوى °م (°ف)                      | 25.3 (77.5)                 | 26.4 (79.5)                 | 34.5 (94.1)                 | 35.0 (95.0)                 | 36.0 (96.8)                 | 32.5 (90.5)                 | 32.9 (91.2)                 | 33.4 (92.1)                 | 31.3 (88.3)                 | 27.5 (81.5)                 | 28.3 (82.9)                 | 25.5 (77.9)                 | 36.0 (96.8)                 |
| متوسط درجة الحرارة الكبرى °م (°ف)          | 20.0 (68.0)                 | 20.3 (68.5)                 | 19.6 (67.3)                 | 18.6 (65.5)                 | 19.0 (66.2)                 | 18.8 (65.8)                 | 17.8 (64.0)                 | 16.4 (61.5)                 | 15.8 (60.4)                 | 16.6 (61.9)                 | 17.7 (63.9)                 | 19.0 (66.2)                 | 18.3 (64.9)                 |
| المتوسط اليومي °م (°ف)                     | 17.6 (63.7)                 | 17.9 (64.2)                 | 17.2 (63.0)                 | 15.7 (60.3)                 | 15.6 (60.1)                 | 15.2 (59.4)                 | 14.1 (57.4)                 | 13.2 (55.8)                 | 13.2 (55.8)                 | 14.0 (57.2)                 | 15.3 (59.5)                 | 16.6 (61.9)                 | 15.5 (59.9)                 |
| متوسط درجة الحرارة الصغرى °م (°ف)          | 15.2 (59.4)                 | 15.5 (59.9)                 | 14.7 (58.5)                 | 12.9 (55.2)                 | 12.1 (53.8)                 | 11.4 (52.5)                 | 10.3 (50.5)                 | 10.1 (50.2)                 | 10.7 (51.3)                 | 11.5 (52.7)                 | 12.9 (55.2)                 | 14.2 (57.6)                 | 12.6 (54.7)                 |
| أدنى درجة حرارة °م (°ف)                    | 10.5 (50.9)                 | 9.2 (48.6)                  | 10.5 (50.9)                 | 8.5 (47.3)                  | 7.0 (44.6)                  | 5.0 (41.0)                  | 3.4 (38.1)                  | 4.4 (39.9)                  | 6.1 (43.0)                  | 5.0 (41.0)                  | 8.5 (47.3)                  | 9.6 (49.3)                  | 3.4 (38.1)                  |
| الهطول مم (إنش)                            | 1.0 (0.04)                  | 2.0 (0.08)                  | 5.0 (0.20)                  | 1.0 (0.04)                  | 1.0 (0.04)                  | 2.0 (0.08)                  | 0.0 (0.0)                   | 0.2 (0.01)                  | 0.1 (0.00)                  | 0.1 (0.00)                  | 0.7 (0.03)                  | 0.1 (0.00)                  | 13.2 (0.52)                 |
| متوسط أيام هطول الأمطار (≥ 0.1 mm)         | 0.6                         | 0.8                         | 1.1                         | 0.5                         | 0.4                         | 0.5                         | 0.0                         | 0.4                         | 0.5                         | 0.4                         | 0.6                         | 0.4                         | 6.2                         |
| متوسط الرطوبة النسبية (%)                  | 87                          | 87                          | 89                          | 89                          | 86                          | 81                          | 82                          | 86                          | 89                          | 88                          | 88                          | 88                          | 87                          |
| ساعات سطوع الشمس الشهرية                   | 232                         | 189                         | 211                         | 237                         | 251                         | 231                         | 236                         | 220                         | 189                         | 226                         | 210                         | 214                         | 2٬646                       |
| المصدر #1: الأرصاد الجوية الألمانية        |                             |                             |                             |                             |                             |                             |                             |                             |                             |                             |                             |                             |                             |
| المصدر #2: Danish Meteorological Institute |                             |                             |                             |                             |                             |                             |                             |                             |                             |                             |                             |                             |                             |

## توأمة
لولفس بي اتفاقيات توأمة مع كل من:
- كريستيانساند [9]
- Drakenstein Local Municipality [الإنجليزية]‏ (10 نوفمبر 2010 - )[10]
- لوباتس (24 أكتوبر 2011 - )[10]
- ندولا (1 أكتوبر 2007 - )[11]
- Stenungsund Municipality [الإنجليزية]‏ (14 أكتوبر 2009 - )[12]
- ونجو (1 نوفمبر 2008 - )[13]

## أعلام
- داميان ستيفنز
- هاري سيمون
- ماريوس فيسر
- يوهانا بنسون
- بيرسي مونتجومري